# Steffan Rhodri
Steffan Rhodri est un acteur britannique, né le 1er mars 1967 à Swansea au Pays de Galles.

## Filmographie

### Cinéma
- 1997 : Twin Town : Hunky
- 1999 : Solomon and Gaenor : Noah Jones
- 2002 : Ali G : le professeur gallois
- 2008 : Cymru Fach
- 2010 : The Big I Am : DS Moseley
- 2010 : Submarine : M. Davey
- 2010 : Harry Potter et les Reliques de la Mort : Reg Cattermole
- 2011 : Le Sang des Templiers : Cooper
- 2015 : Under Milk Wood : Gwyn Jones
- 2015 : Nipplejesus : Neil
- 2017 : Wonder Woman : Colonel Darnell
- 2018 : Last Summer : Sergent Morgan
- 2023 : The Last Kingdom : Sept rois doivent mourir (The Last Kingdom: Seven Kings Must Die) d'Edward Bazalgette : Hywel le Bon

### Télévision
- 1997 : A Mind to Kill : Sir Isaac Gwillym jeune (1 épisode)
- 2005 : La Fureur dans le sang : Bill Denton (1 épisode)
- 2007 : Heartbeat : Frank Jepson (1 épisode)
- 2007-2010 : Gavin and Stacey : Dave (11 épisodes)
- 2008 : Belonging : Ed (2 épisodes)
- 2010 : Doctors : Gerry Cutler (5 épisodes)
- 2013 : Hinterland : Herbert Rees (1 épisode)
- 2014 : Close Case : Affaires closes : Eddie Huffway (1 épisode)
- 2014 : Cara Fi : Vic Reed (8 épisodes)
- 2015 : Cucumber
- 2016 : The Hollow Crown : Oxford (1 épisode)
- 2017 : Sous influence : DI Cleveland (2 épisodes)
- 2017 : Three Girls : Fraser Lavery (1 épisode)
- 2017-2019 : Keeping Faith : Juge Gwyn Daniels (5 épisodes)
- 2018 : A Very English Scandal : Michael Challes (1 épisode)
- 2019 : Wild Bill : DS Blair (3 épisodes)
- 2021 : In my skin (saison 2) : Perry